# Бюзон
Бюзо́н (фр. Buzon, окс. Buson) — коммуна во Франции, находится в регионе Юг — Пиренеи. Департамент — Верхние Пиренеи. Входит в состав кантона Рабастенс-де-Бигор. Округ коммуны — Тарб.
Код INSEE коммуны — 65114.

## География

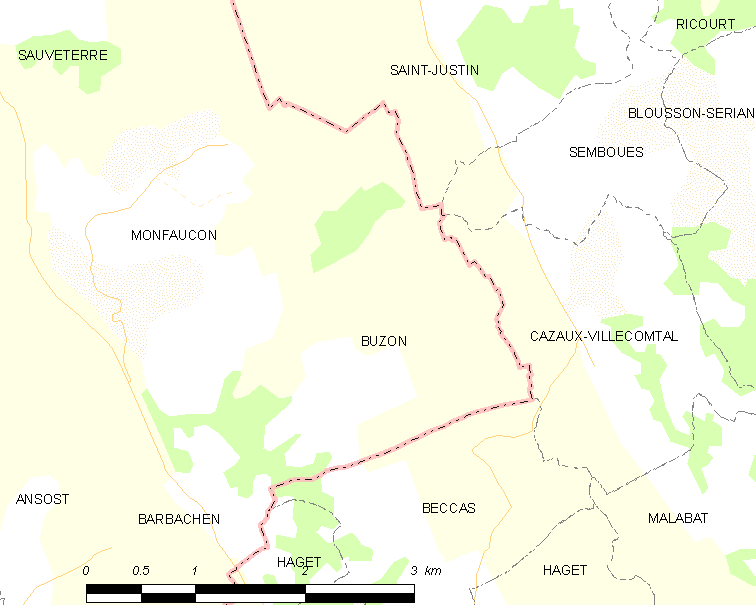
Карта коммуны

Коммуна расположена приблизительно в 630 км к югу от Парижа, в 110 км западнее Тулузы, в 25 км к северу от Тарба.
На северо-востоке коммуны протекает река Аррос.

## Климат
Климат умеренно-океанический с солнечной тёплой погодой и обильными осадками на протяжении практически всего года.

## Население
Население коммуны на 2010 год составляло 84 человека.
| 1962 | 1968 | 1975 | 1982 | 1990 | 1999 | 2010 |
| ---- | ---- | ---- | ---- | ---- | ---- | ---- |
| 89   | 77   | 72   | 85   | 70   | 74   | 84   |

## Администрация
| Период | Период | Фамилия      | Партия | Примечания |
| ------ | ------ | ------------ | ------ | ---------- |
| 2001   | 2020   | Макс Виньола |        |            |

## Экономика
В 2010 году среди 53 человек трудоспособного возраста (15-64 лет) 40 были экономически активными, 13 — неактивными (показатель активности — 75,5 %, в 1999 году было 51,1 %). Из 40 активных жителей работали 36 человек (20 мужчин и 16 женщин), безработных было 4 (1 мужчина и 3 женщины). Среди 13 неактивных 5 человек были учениками или студентами, 4 — пенсионерами, 4 были неактивными по другим причинам.